# Hexen – Die letzte Schlacht der Templer
Hexen – Die letzte Schlacht der Templer (Originaltitel: Witchville) ist ein US-amerikanischer Fantasy-Fernsehfilm von Regisseur Pearry Reginald Teo aus dem Jahr 2010. Gedreht wurde der Film in Yixian, China. Der Film feierte seine TV-Premiere am 22. Mai 2010 auf dem US-amerikanischen Sender Syfy. Seit dem 5. Juli 2011 ist der Film auf DVD und Blu-ray erhältlich.
Der Titel der deutschen Fassung ist irreführend, da Templer im ganzen Film weder vorkommen noch erwähnt werden.

## Handlung
Prinz Malachi übernimmt nach dem Tod seines Vaters nur widerwillig die Krone. Gemeinsam kehrt er mit seinem Freund Jason in sein Heimatland zurück, nachdem die zwei von Jasons königstreuem Bruder Erik zurückgeholt wurden. Das Land präsentiert sich ihm in einem verheerenden Zustand. Eine ihm nicht bekannte Plage hat es unbewohnbar und zum Ödland gemacht. Dann klärt der Zauberer und Hexenjäger Kramer den Prinzen, Jason und Erik darüber auf, dass sein Land Dragonnoof unter der Knute einer Hexenvereinigung zu leiden hat. Er zeigt ihnen ein Buch, das den Hexen gehört. In diesem steht die Lösung zum Sieg über die Rote Königin in Form eines Rätsels. Kramer bringt den Beweis, dass Hexen existieren, als er eine Dorfbewohnerin als Hexe enttarnt. Mit einer Truppe Getreuer zieht Malachi los, um die Rote Königin zu besiegen und sein Land zu retten.
Unterwegs treffen sie auf eine Gruppe von Kämpfern mit ihrer Anführerin Darian, die sich ihrer Gruppe nach einem Kampf anschließt. Nach einigen Tagen erreichen sie die Stadt Kadistan, Kramer befürchtet hier ebenfalls Hexen. Hobart, der oberste Stadtrat, heißt Malachi und seine Getreuen herzlich willkommen und lädt sie zu einem Fest ein. Dort entpuppen sich die Bewohner der Stadt als Hexen und Hobart als die Rote Königin. Es kommt zum Kampf, bei dem die Rote Königin versucht, Jason zu töten; doch sein Bruder Erik opfert sich für ihn. Daraufhin wird Jason von Jozefa, der Tochter der Roten Königin, gefangen genommen. Malachi und seine Soldaten müssen flüchten. Nun will die Rote Königin mit ihrer Armee die Festung von König Malachi angreifen. Jozefa hat sich in Jason verliebt und er sich in sie. Trotzdem führt sie die Befehle ihrer Mutter noch aus.
Inzwischen rüstet Malachi sein Volk für den Kampf. Kurze Zeit darauf taucht die Rote Königin mit ihrer Armee auf. Sie will Jason gegen das Hexenbuch eintauschen, doch dieser weigert sich. Nach dieser Entscheidung greift Malachi die Armee die Königin an. Jason nutzt das Getümmel, um zu verschwinden. Die Schlacht kann die Königin für sich entscheiden, und sie tötet die Kämpferin Darian. Malachi und Kramer werden von der Königin festgenommen. Kramer kann zuvor noch das Buch verstecken. Gleich darauf wird der fliehende Jason von Jozefa aufgehalten und in Ketten gelegt. Zur gleichen Zeit offenbart die Rote Königin Malachi, dass er ihr Sohn sei und Jozefa seine Schwester. Sie habe Rache nehmen wollen an seinem Vater, weil er sie nach der Geburt durch Verbannung von ihren beiden Kindern getrennt habe, da sie die Magie annahm, um ihren kranken Sohn Malachi zu retten.
Trotz dieser Offenbarung schließt sich Malachi seiner Mutter nicht an und wird in den Kerker gesteckt. Im selben Raum sitzt auch Kramer, die beiden kommen dort nun auf die Lösung des Rätsels. Nach der Offenbarung der Königin wissen sie nun, dass nur Malachi seine Mutter töten kann. Kurz darauf wird Kramer von den Hexenwächtern ermordet. Jozefa hat den Auftrag erhalten, Jason zu töten, doch sie befreit ihn stattdessen und schließt sich seiner Sache an. Die beiden eilen nun zum Gefängnis und befreien Malachi. Bevor sie sich zur Königin begeben, erweist Malachi Kramers Leiche noch die letzte Ehre. Bei seiner Mutter angekommen, kämpfen die drei nun gegen sie. Am Ende rammen sich Malachi und Jozefa ein Messer in den Bauch und zu guter Letzt auch der Königin, die daran stirbt. Malachi und Jozefa überleben. In der letzten Szene des Films halten Malachi, Jason und Jozefa eine Grabrede für den toten Erik, der hinter ihnen aufgebahrt liegt.